# Aréna de Lévis
L'Aréna de Lévis est une patinoire de hockey, situé à Lévis, Québec. Il s'agit du domicile des Chevaliers de Lévis, équipe de la Ligue de développement du hockey M18 AAA, depuis 1997. L'Aréna a accueilli la Coupe Telus en 2010.